# Ipsarion
Der Ipsarion (griech.: Υψάριον) oder Ypsario (griech.: Υψάριο), auch Psario (Ψαριό) ist mit 1206 Metern der höchste Berg der griechischen Insel Thasos.

## Topographie
Der Berg liegt im Nordosten der Insel und ist der herausragende Punkt eines ausgeprägten Gebirgskamms, der die gesamte Insel durchzieht und hier in Nordwest-südöstlicher Richtung verläuft. Der Ipsarionkamm ist von deutlichen Schichtstufen geprägt. Schichten von Gneis liegen dabei über solchen aus Marmor, in deren Bereich Karsterscheinungen zu finden sind. Nach Nordosten hin fällt er auf seiner Stirnseite mit schroffen Felswänden zum Dorf Potamia ab. Die südwestlich liegende Rückseite ist wesentlich flacher.

## Klima und Vegetation
Durch die Höhenlage herrscht hier nicht mediterranes, sondern feuchteres, gemäßigteres Klima, durch die Kammlage kommt es zu Stauniederschlägen, die im Winter auch in Form von bis zu 50 cm Schnee fallen können und für hohe Niederschlagswerten auf der gesamten Insel sorgen. Die Vegetation ist auf der Südseite bis in die Gipfelregion von lichtem Wald und Wiesen geprägt. Auf der Nordostseite findet man unterhalb der Felswände und Schutthalden dichte Wälder, die hier durch das besonders feuchte Klima und zahlreiche Quellen gedeihen. Unterhalb von etwa 250 Metern sind ausgedehnte Olivenhaine zu finden.

## Erschließung
Am Gipfel des Ipsarion steht eine Radaranlage der griechischen Armee, die jedoch aufgrund von Protesten der Anwohner nie fertiggestellt wurde. Am Gipfel ist ein Gipfelbuch vorhanden; eine Besteigung des Berges über Wanderwege von Potamia aus nimmt etwa vier Stunden in Anspruch. Auf der Südwestseite ist der Ipsarion auch mit einer Straße erschlossen, die aber nur mit Geländewagen befahrbar ist.
Am Fuße des Berges, wo der Wanderweg im Dorf Potamia beginnt, gibt es zwei Wasserquellen für Wanderer.